# 톤 뒤 샤티니에
톤 뒤 샤티니에(네덜란드어: Ton du Chatinier, 1958년 1월 13일 ~ )는 전 네덜란드의 축구 선수이자 축구 감독이다.

## 경력
뒤 샤티니에는 1958년 1월 13일 위트레흐트에서 태어났으며 위트레흐트에 위치한 축구 클럽인 FC 위트레흐트에서 축구를 시작해 1977년에 데뷔했다. 그 뒤 1987년까지 계속 FC 위트레흐트에서 뛰었다.
선수 은퇴 후 1993년 FC 위트레흐트의 유소년 코치를 맡았다가 FC 위트레흐트의 감독 대행을 맡았으며, VV 몬트포르트, SV 아르혼, 암스테르담 FC, 코작컨 보이스, USV 엘링크베이크의 감독직을 거쳐 2008년 SV 스파켄뷔르흐의 감독직을 맡았다. 2008년 시즌이 끝난 뒤 12월 23일 빌럼 판 하네험의 뒤를 이어 FC 위트레흐트의 감독이 됐다. 2009-10 시즌에 7위를 기록했고 다음 시즌 UEFA 유로파리그의 출전권을 얻었다. 2010–11 KNVB컵에서 4강에 올랐으나 2010-11 시즌에서 9위를 기록했고, 2010-11 시즌이 끝난 뒤 감독직에서 물러났다. 이후 2012년 2월 15일 거스 히딩크가 감독을 맡았던 FC 안지 마하치칼라의 수석코치로 부임했으며, 당시 거스 히딩크 감독에게 연수를 받으러 어시스턴트 코치로 들어온 홍명보와 인연을 맺어 2014년 1월 9일 대한민국 축구 국가대표팀에 코치로 합류하였다. 이후 2014년 FIFA 월드컵이 끝난 뒤 홍명보와 함께 물러났다.

## 같이 보기
- 원클럽맨 명단